# Jan Švejnar
Jan Švejnar (ur. 2 października 1952) – czeski ekonomista, mieszkający na stałe w USA, kandydat w wyborach prezydenckich w lutym 2008.

## Życiorys
Mieszka w Stanach Zjednoczonych od 1970, od czasu wyjazdu z Czechosłowacji. Przez prawie dekadę był doradcą prezydenta Václava Havla. Profesor Švejnar zajmuje wiele prestiżowych stanowisk. Jest dyrektorem Centrum Polityki Międzynarodowej przy Gerald R. Ford School of Public Policy oraz profesorem administracji, ekonomii i polityki publicznej na Uniwersytecie Michigan.
Wchodził także w skład rady nadzorczej banku ČSOB, działającego na rynkach finansowych w Czechach i Słowacji. Jest członkiem European Economic Association oraz Centre for Economic Policy Research z siedzibą w Londynie.
Ukończył studia na Uniwersytecie Cornella w USA oraz ekonomię na Uniwersytecie Princeton. W pracy naukowej specjalizuje się w kwestiach rozwoju ekonomicznego i procesu transformacji oraz ekonomii pracy. Jest autorem licznych prac naukowych w wielu pismach, m.in. w „American Economic Review”, „Econometrica”, Economica, „Economics of Transition”, „European Business Forum”, „European Economic Review”, „Journal of Comparative Economics”, „Journal of Development Economics”.
W 2024 roku został odznaczony Medalem Za Zasługi I stopnia.

### Polityka
14 grudnia 2007 Jan Švejnar ogłosił oficjalnie swoją kandydaturę do stanowiska prezydenta w wyborach 8 lutego 2008. Jego rywalem był prezydent Václav Klaus. Poparcia udzieliła mu Czeska Partia Socjaldemokratyczna oraz Partia Zielonych. 1 stycznia 2008 jego kandydaturę wsparł również były prezydent Václav Havel. Prezydenta Czech wówczas wybierały obie izby parlamentu.
8 lutego 2008 odbyły się dwie rundy głosowań, w których Švejnar zwyciężał w Izbie Poselskiej, Klaus w Senacie. 9 lutego 2008 we wspólnym głosowaniu obu izb parlamentu, Klaus otrzymał 139 głosów (wymagana większość wynosi 140), a Švejnar 113 głosów. Kolejne głosowanie odbyło się w parlamencie 15 lutego 2008. Dwie pierwsze rundy głosowania nie przyniosły rozstrzygnięcia. Dopiero w trzeciej rundzie, we wspólnym głosowaniu obu izb, Vaclav Klaus uzyskał reelekcję, zdobywając 141 głosów w stosunku do 111 głosów poparcia dla Švejnara.